# Fenilacetilenă
Fenilacetilena este o hidrocarbură ce conține catenă de alchină și grupare fenil. Este un lichid incolor, vâscos. În cercetare, este folosită uneori ca analog al acetilenei; fiind un lichid, este mai ușor de manevrat decât acetilena gazoasă.

## Obținere
La nivel de laborator, fenilacetilena poate fi preparată prin reacția de eliminare a acidului bromhidric din dibromura de stiren folosind amidă de sodiu în amoniac:
De asemenea, poate fi preparată prin eliminarea acidului bromhidric din bromostiren folosind hidroxid de potasiu topit.

## Reacții
Fenilacetilena este o acetilenă terminală prototip, care suferă multe reacții care sunt specifice pentru această grupă funcțională. Compusul este supus semihidrogenării utilizând catalizator Lindlar, formând stiren. În prezența bazelor și a sărurilor de cupru (II), suferă cuplare oxidativă formând difenilbutadiina. În prezența catalizatorilor metalici, suferă oligomerizare, trimerizare și chiar polimerizare.
În prezența reactivilor ce conțin aur sau mercur, fenilacetilena se hidratează formând acetofenonă: